# اووه کلیمان
اووه کلیمان (انگلیسی: Uwe Kliemann؛ زادهٔ ۳۰ ژوئن ۱۹۴۹) بازیکن فوتبال اهل آلمان است.
از باشگاه‌هایی که در آن بازی کرده‌است می‌توان به باشگاه فوتبال آینتراخت فرانکفورت، باشگاه فوتبال آرمینیا بیله‌فلد، و باشگاه فوتبال هرتابرلین اشاره کرد.
وی همچنین در تیم ملی فوتبال آلمان بازی کرده‌است.